# Lista localităților din provincia Erzincan

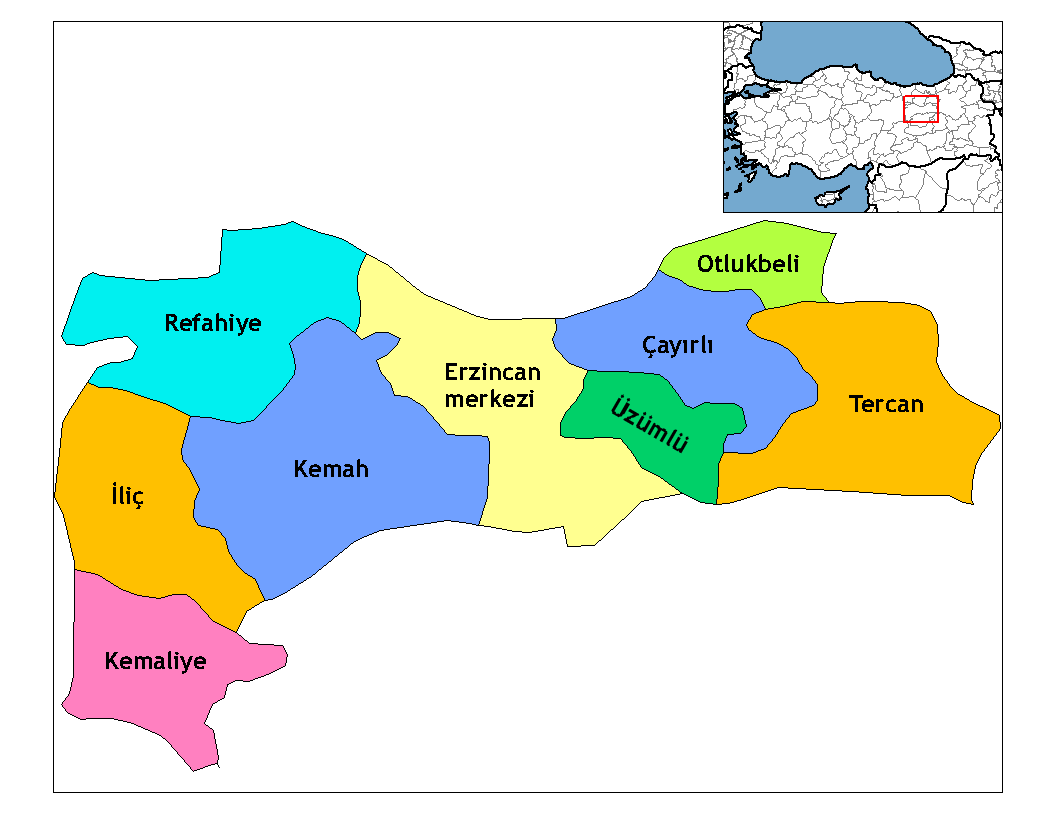
Provincia Erzincan

Aceasta este lista localităților din Provincia Erzincan, Turcia, după districte. În secțiunile de mai jos, prima localitate din fiecare listă este centrul administrativ al districtului.

## Erzincan
- Erzincan
- Ağılözü, Erzincan
- Ahmetli, Erzincan
- Akyazı, Erzincan
- Aydoğdu, Erzincan
- Bahçeliköy, Erzincan
- Bahçeyazı, Erzincan
- Balıbeyi, Erzincan
- Ballı, Erzincan
- Baltaşı, Erzincan
- Beşsaray, Erzincan
- Binkoç, Erzincan
- Buğdaylı, Erzincan
- Büyükçakırman, Erzincan
- Caferli, Erzincan
- Cevizli, Erzincan
- Çağlayan, Erzincan
- Çatalarmut, Erzincan
- Çatalören, Erzincan
- Çubuklu, Erzincan
- Çukurkuyu, Erzincan
- Davarlı, Erzincan
- Demirkent, Erzincan
- Dörtler, Erzincan
- Ekinci, Erzincan
- Ekmekli, Erzincan
- Elmaköy, Erzincan
- Ganiefendiçiftliği, Erzincan
- Geçit, Erzincan
- Gölpınar, Erzincan
- Göyne, Erzincan
- Güllüce, Erzincan
- Gümüştarla, Erzincan
- Günbağı, Erzincan
- Günebakan, Erzincan
- Gürlevik, Erzincan
- Hacıalipalangası, Erzincan
- Hancıçiftliği, Erzincan
- Hanidere, Erzincan
- Heybeli, Erzincan
- Hürrempalangası, Erzincan
- Ilıdere, Erzincan
- Işıkpınar, Erzincan
- Kalecik, Erzincan
- Karadiğin, Erzincan
- Karatuş, Erzincan
- Kavakyolu, Erzincan
- Keklikkayası, Erzincan
- Kılıçkaya, Erzincan
- Kilimli, Erzincan
- Koçyatağı, Erzincan
- Kurutilek, Erzincan
- Küçükçakırman, Erzincan
- Küçükkadağan, Erzincan
- Mahmutlu, Erzincan
- Mecidiye, Erzincan
- Mertekli, Erzincan
- Mollaköy, Erzincan
- Oğlaktepe, Erzincan
- Oğulcuk, Erzincan
- Pekmezli, Erzincan
- Pınarönü, Erzincan
- Sazlıpınar, Erzincan
- Saztepe, Erzincan
- Soğukoluk, Erzincan
- Söğütözü, Erzincan
- Sütpınar, Erzincan
- Tandırlı, Erzincan
- Tatlısu, Erzincan
- Türkmenoğlu, Erzincan
- Ulalar, Erzincan
- Uluköy, Erzincan
- Yalınca, Erzincan
- Yalnızbağ, Erzincan
- Yaylabaşı, Erzincan
- Yeniköy, Erzincan
- Yeşilçat, Erzincan
- Yeşilçay, Erzincan
- Yoğurtlu, Erzincan

## Çayırlı
- Çayırlı
- Aşağıçamurdere, Çayırlı
- Aşağıkartallı, Çayırlı
- Balıklı, Çayırlı
- Başköy, Çayırlı
- Boybeyi, Çayırlı
- Bozağa, Çayırlı
- Bölükova, Çayırlı
- Büyükgelengeç, Çayırlı
- Büyükyaylaköy, Çayırlı
- Cennetpınar, Çayırlı
- Çataksu, Çayırlı
- Çaykent, Çayırlı
- Çayönü, Çayırlı
- Çilhoroz, Çayırlı
- Çilligöl, Çayırlı
- Doğanyuva, Çayırlı
- Doluca, Çayırlı
- Esendoruk, Çayırlı
- Eşmepınar, Çayırlı
- Gelinpınar, Çayırlı
- Göller, Çayırlı
- Harmantepe, Çayırlı
- Hastarla, Çayırlı
- Karataş, Çayırlı
- Küçükgelengeç, Çayırlı
- Mazlumağa, Çayırlı
- Mirzaoğlu, Çayırlı
- Oğultaşı, Çayırlı
- Ortaçat, Çayırlı
- Ozanlı, Çayırlı
- Paşayurdu, Çayırlı
- Pınarlı, Çayırlı
- Saraycık, Çayırlı
- Sarıgüney, Çayırlı
- Saygılı, Çayırlı
- Sırataş, Çayırlı
- Toprakkale, Çayırlı
- Tosunlar, Çayırlı
- Turnaçayırı, Çayırlı
- Verimli, Çayırlı
- Yaylakent, Çayırlı
- Yaylalar, Çayırlı
- Yazıkaya, Çayırlı
- Yeşilyaka, Çayırlı
- Yukarıçamurdere, Çayırlı
- Yukarıkartallı, Çayırlı
- Yürekli, Çayırlı

## İliç
- İliç
- Ağıldere, Iliç
- Akçayazı, Iliç
- Akdoğu, Iliç
- Altıntaş, Iliç
- Atma, Iliç
- Bağcuğaz, Iliç
- Bağıştaş, Iliç
- Bağlıca, Iliç
- Balkaya, Iliç
- Boyalık, Iliç
- Bozçalı, Iliç
- Bozyayla, Iliç
- Bürüncek, Iliç
- Büyükarmutlu, Iliç
- Büyükgümüşlü, Iliç
- Büyükköy, Iliç
- Çaltı, Iliç
- Çaylı, Iliç
- Çayyaka, Iliç
- Çiftlik, Iliç
- Çilesiz, Iliç
- Çobanlı, Iliç
- Çöpler, Iliç
- Çörekli, Iliç
- Dikmen, Iliç
- Doğan, Iliç
- Dolugün, Iliç
- Doruksaray, Iliç
- Dostal, Iliç
- Güngören, Iliç
- İslamköy, Iliç
- Kapıkaya, Iliç
- Karakaya, Iliç
- Kayacık, Iliç
- Kaymaklı, Iliç
- Konukçu, Iliç
- Kozluca, Iliç
- Kuran, Iliç
- Kuruçay, Iliç
- Kuzkışla, Iliç
- Küçükarmutlu, Iliç
- Küçükgümüşlü, Iliç
- Leventpınar, Iliç
- Ortatepe, Iliç
- Özlü, Iliç
- Sabırlı, Iliç
- Sarıkonak, Iliç
- Sarıpınar, Iliç
- Sularbaşı, Iliç
- Sütlüce, Iliç
- Tabanlı, Iliç
- Turgutlu, Iliç
- Uğur, Iliç
- Uluyamaç, Iliç
- Yakuplu, Iliç
- Yalıngöze, Iliç
- Yaylapınar, Iliç
- Yılmaz, Iliç

## Kemah
- Kemah
- Ağaçsaray, Kemah
- Akbudak, Kemah
- Akça, Kemah
- Aktaş, Kemah
- Akyünlü, Kemah
- Alp, Kemah
- Atma, Kemah
- Ayranpınar, Kemah
- Beşikli, Kemah
- Boğaziçi, Kemah
- Bozoğlak, Kemah
- Cevizlik, Kemah
- Çakırlar, Kemah
- Çalgı, Kemah
- Çalıklar, Kemah
- Çamlıyayla, Kemah
- Çiğdemli, Kemah
- Dedek, Kemah
- Dedeoğlu, Kemah
- Dere, Kemah
- Dikyamaç, Kemah
- Doğan, Kemah
- Doğanbeyli, Kemah
- Doruca, Kemah
- Dutlu, Kemah
- Elmalı, Kemah
- Eriç, Kemah
- Esimli, Kemah
- Eskibağlar, Kemah
- Gediktepe, Kemah
- Gökkaya, Kemah
- Gölkaynak, Kemah
- Gülbahçe, Kemah
- Hakbilir, Kemah
- Ilgarlı, Kemah
- İncedere, Kemah
- Karaca, Kemah
- Karadağ, Kemah
- Kardere, Kemah
- Kayabaşı, Kemah
- Kazankaya, Kemah
- Kedek, Kemah
- Kemeryaka, Kemah
- Kerer, Kemah
- Kırıkdere, Kemah
- Koçkar, Kemah
- Konuksever, Kemah
- Koruyolu, Kemah
- Kömür, Kemah
- Kutluova, Kemah
- Küplü, Kemah
- Maksutuşağı, Kemah
- Mermerli, Kemah
- Mezra, Kemah
- Muratboynu, Kemah
- Oğuz, Kemah
- Olukpınar, Kemah
- Özdamar, Kemah
- Parmakkaya, Kemah
- Sarıyazı, Kemah
- Seringöze, Kemah
- Sürek, Kemah
- Şahintepe, Kemah
- Tan, Kemah
- Tandırbaşı, Kemah
- Taşbulak, Kemah
- Tuzla, Kemah
- Uluçınar, Kemah
- Yağca, Kemah
- Yahşılar, Kemah
- Yardere, Kemah
- Yastıktepe, Kemah
- Yücebelen, Kemah

## Kemaliye
- Kemaliye
- Adak, Kemaliye
- Ağıl, Kemaliye
- Akçalı, Kemaliye
- Aksöğüt, Kemaliye
- Apçağa, Kemaliye
- Armağan, Kemaliye
- Arslanoba, Kemaliye
- Aşağıumutlu, Kemaliye
- Avcı, Kemaliye
- Balkırı, Kemaliye
- Başarı, Kemaliye
- Başbağlar, Kemaliye
- Başpınar, Kemaliye
- Boylu, Kemaliye
- Buğdaypınar, Kemaliye
- Çakırtaş, Kemaliye
- Çaldere, Kemaliye
- Çanakçı, Kemaliye
- Çat, Kemaliye
- Çit, Kemaliye
- Dallıca, Kemaliye
- Demir, Kemaliye
- Dilli, Kemaliye
- Dolunay, Kemaliye
- Dutluca, Kemaliye
- Efeler, Kemaliye
- Ergü, Kemaliye
- Esence, Kemaliye
- Esertepe, Kemaliye
- Gözaydın, Kemaliye
- Güldibi, Kemaliye
- Gümüşçeşme, Kemaliye
- Günyolu, Kemaliye
- Harmankaya, Kemaliye
- Kabataş, Kemaliye
- Karakoçlu, Kemaliye
- Karapınar, Kemaliye
- Kavacık, Kemaliye
- Kekikpınarı, Kemaliye
- Kışlacık, Kemaliye
- Kocaçimen, Kemaliye
- Kozlupınar, Kemaliye
- Kuşak, Kemaliye
- Kutluca, Kemaliye
- Ocak, Kemaliye
- Salihli, Kemaliye
- Sandık, Kemaliye
- Sırakonak, Kemaliye
- Subaşı, Kemaliye
- Şahinler, Kemaliye
- Topkapı, Kemaliye
- Toybelen, Kemaliye
- Tuğlu, Kemaliye
- Yaka, Kemaliye
- Yayladamı, Kemaliye
- Yazmakaya, Kemaliye
- Yeşilyamaç, Kemaliye
- Yeşilyayla, Kemaliye
- Yeşilyurt, Kemaliye
- Yıldızlı, Kemaliye
- Yukarıumutlu, Kemaliye
- Yuva, Kemaliye

## Otlukbeli
- Otlukbeli
- Ağamçağam, Otlukbeli
- Avcıçayırı, Otlukbeli
- Boğazlı, Otlukbeli
- Karadivan, Otlukbeli
- Küçükotlukbeli, Otlukbeli
- Ördekhacı, Otlukbeli
- Söğütlü, Otlukbeli
- Umurlu, Otlukbeli
- Yeniköy, Otlukbeli
- Yeşilbük, Otlukbeli

## Refahiye
- Refahiye
- Ağmusa, Refahiye
- Akarsu, Refahiye
- Akbağ, Refahiye
- Akçiğdem, Refahiye
- Alacatlı, Refahiye
- Alaçayır, Refahiye
- Alapınar, Refahiye
- Altköy, Refahiye
- Ardıçlık, Refahiye
- Armutlu, Refahiye
- Arpayazı, Refahiye
- Aslanyusuf, Refahiye
- Aşağısütlü, Refahiye
- Aşut, Refahiye
- Avşarözü, Refahiye
- Aydıncık, Refahiye
- Aydoğan, Refahiye
- Babaaslan, Refahiye
- Bakacak, Refahiye
- Baloğlu, Refahiye
- Baştosun, Refahiye
- Biçer, Refahiye
- Bostandere, Refahiye
- Bölüktepe, Refahiye
- Cengerli, Refahiye
- Çaltı, Refahiye
- Çamdibi, Refahiye
- Çamlımülk, Refahiye
- Çat, Refahiye
- Çatak, Refahiye
- Çatalçam, Refahiye
- Çavuş, Refahiye
- Çıragediği, Refahiye
- Çiçekali, Refahiye
- Çukurçimen, Refahiye
- Çukuryazı, Refahiye
- Damlaca, Refahiye
- Derebaşı, Refahiye
- Diştaş, Refahiye
- Diyarlar, Refahiye
- Doğandere, Refahiye
- Dolaylı, Refahiye
- Ekecik, Refahiye
- Erecek, Refahiye
- Gazipınarı, Refahiye
- Gemecik, Refahiye
- Gökseki, Refahiye
- Gölköy, Refahiye
- Gülensu, Refahiye
- Gümüşakar, Refahiye
- Günyüzü, Refahiye
- Güventepe, Refahiye
- Güzle, Refahiye
- Hacıköy, Refahiye
- Halitler, Refahiye
- Kabuller, Refahiye
- Kaçak, Refahiye
- Kadıköy, Refahiye
- Kalkancı, Refahiye
- Kamberağa, Refahiye
- Kandil, Refahiye
- Kanlıtaş, Refahiye
- Karasu, Refahiye
- Karayaprak, Refahiye
- Kayı, Refahiye
- Kazören, Refahiye
- Keçegöz, Refahiye
- Kersen, Refahiye
- Kırantepe, Refahiye
- Kırıktaş, Refahiye
- Kırkbulak, Refahiye
- Kızıleniş, Refahiye
- Koçkaya, Refahiye
- Konakköy, Refahiye
- Köçevi, Refahiye
- Kuzuluk, Refahiye
- Kürelik, Refahiye
- Laleli, Refahiye
- Leventler, Refahiye
- Madendere, Refahiye
- Mendemebaşı, Refahiye
- Mendemeköyçukuru, Refahiye
- Merkez Kalkancı, Refahiye
- Muratçayırı, Refahiye
- Mülk, Refahiye
- Olgunlar, Refahiye
- Onurlu, Refahiye
- Ortagöze, Refahiye
- Ören, Refahiye
- Perçem, Refahiye
- Pınaryolu, Refahiye
- Resullar, Refahiye
- Sağlık, Refahiye
- Salur, Refahiye
- Sarhan, Refahiye
- Sarıbayır, Refahiye
- Sarıkoç, Refahiye
- Sıralı, Refahiye
- Söğütlü, Refahiye
- Şahaloğlu, Refahiye
- Şahverdi, Refahiye
- Şaip, Refahiye
- Teknecik, Refahiye
- Tepe, Refahiye
- Topağaç, Refahiye
- Tuzluçayır, Refahiye
- Tülü, Refahiye
- Ulucak, Refahiye
- Uludere, Refahiye
- Üçören, Refahiye
- Yaylabeli, Refahiye
- Yaylapınarı, Refahiye
- Yazı, Refahiye
- Yazıgediği, Refahiye
- Yeniköy, Refahiye
- Yeniyurt, Refahiye
- Yıldızören, Refahiye
- Yukarısütlü, Refahiye
- Yukarıyeniköy, Refahiye
- Yurtbaşı, Refahiye
- Yuvadağı, Refahiye

## Tercan
- Tercan
- Ağören, Tercan
- Aktaş, Tercan
- Akyurt, Tercan
- Altınkaya, Tercan
- Armutluk, Tercan
- Bağpınar, Tercan
- Balyayla, Tercan
- Başbudak, Tercan
- Beğendik, Tercan
- Beşgöze, Tercan
- Beşkaya, Tercan
- Beykonak, Tercan
- Bulmuş, Tercan
- Büklümdere, Tercan
- Çadırkaya, Tercan
- Çatakdere, Tercan
- Çayırdüzü, Tercan
- Çukuryurt, Tercan
- Dallıca, Tercan
- Darıtepe, Tercan
- Doluca, Tercan
- Edebük, Tercan
- Elaldı, Tercan
- Esenevler, Tercan
- Fındıklı, Tercan
- Gafurefendi, Tercan
- Gedikdere, Tercan
- Gevenlik, Tercan
- Gökçe, Tercan
- Gökpınar, Tercan
- Göktaş, Tercan
- Güzbulak, Tercan
- Hacıbayram, Tercan
- Ilısu, Tercan
- İkizler, Tercan
- Kalecik, Tercan
- Karacakışlak, Tercan
- Karacaören, Tercan
- Karahüseyin, Tercan
- Kargın, Tercan
- Kavaklık, Tercan
- Kemerçam, Tercan
- Kızılca, Tercan
- Konarlı, Tercan
- Köprübaşı, Tercan
- Kurukol, Tercan
- Kuzören, Tercan
- Küçükağa, Tercan
- Küllüce, Tercan
- Mantarlı, Tercan
- Mercan, Tercan
- Mustafabey, Tercan
- Müftüoğlu, Tercan
- Oğulveren, Tercan
- Ortaköy, Tercan
- Sağlıca, Tercan
- Sarıkaya, Tercan
- Sucuali, Tercan
- Şengül, Tercan
- Tepebaşı, Tercan
- Topalhasan, Tercan
- Üçpınar, Tercan
- Yalınkaş, Tercan
- Yastıkköy, Tercan
- Yaylacık, Tercan
- Yaylayolu, Tercan
- Yaylım, Tercan
- Yazıören, Tercan
- Yenibucak, Tercan
- Yeşilyayla, Tercan
- Yuvalı, Tercan

## Üzümlü
- Üzümlü
- Altınbaşak, Üzümlü
- Avcılar, Üzümlü
- Bağlar, Üzümlü
- Balabanlı, Üzümlü
- Bayırbağ, Üzümlü
- Bulanık, Üzümlü
- Büyükköy, Üzümlü
- Çadırtepe, Üzümlü
- Çamlıca, Üzümlü
- Çardaklı, Üzümlü
- Çayıryazı, Üzümlü
- Demirpınar, Üzümlü
- Denizdamı, Üzümlü
- Derebük, Üzümlü
- Esenyurt, Üzümlü
- Göller, Üzümlü
- Karacalar, Üzümlü
- Karakaya, Üzümlü
- Kureyşlisarıkaya, Üzümlü
- Ocakbaşı, Üzümlü
- Otluk, Üzümlü
- Pelitli, Üzümlü
- Pınarlıkaya, Üzümlü
- Pişkidağ, Üzümlü
- Sansa, Üzümlü